# Ω
Ômega (português brasileiro) ou Ómega (português europeu) (maiúscula Ω, minúscula ω; em grego:  ωμέγα, transl.: ōméga) é a vigésima quarta e última letra do alfabeto grego. No sistema numérico grego vale 800. No modo matemático do LaTeX, é representada por: {\displaystyle \Omega } e {\displaystyle \omega }.
Ómega (a última letra do alfabeto grego) é muitas vezes usado para denotar o último, o fim, ou o limite último de um conjunto, em contraste com o alfa, a primeira letra do alfabeto grego.
A letra ômega/ómega pode representar:
- No Sistema internacional de unidades (SI) a letra minúscula ω representa a fração mássica de soluções ou misturas. Por exemplo, uma solução aquosa ω(NaCl) = 5 %, significa que nesta solução há 5 g de NaCl a cada 100 g de solução. Incorretamente, a notação utilizada para esta mesma solução seria: NaCl  5 % (m/m).[1]
- Na sua forma minúscula no contexto da física, o ômega/ómega (ω) é a variável que representa a velocidade angular de um corpo.
- Ainda em sua forma minúscula (ω), representa a frequência angular de circuitos LC.
- Na forma maiúscula (Ω) significa ohm, unidade de resistência elétrica.
- Na forma maiúscula invertida pode significar mho, unidade de condutância elétrica.
- No contexto da matemática, representa o cardinal que indica o א+1-ésimo termo de uma sequência.

## Classificação
- Alfabeto = Alfabeto grego
- Fonética = /ɔ/ ou /ɔː/, Letras acentuadas Ō, às vezes Ô